# Kasteel van Doumely
Het Kasteel van Doumely (Frans: Château de Doumely) is een kasteel in de Franse gemeente Doumely-Bégny. 